# Artaxa gentia
Artaxa gentia är en fjärilsart som beskrevs av Swinhoe 1903. Artaxa gentia ingår i släktet Artaxa och familjen tofsspinnare. Inga underarter finns listade i Catalogue of Life.